# Einarr Skúlason
Einarr Skúlason var en isländsk präst och skald som levde på 1100-talet. 
Einarr tillhörde Egil Skallagrimssons ätt, de så kallade Myramännen. Sin mesta tid tillbringade han i Norge, hos kungarna Sigurd Jorsalafarare, Harald Gille och den sistnämndes söner, särskilt Öystein, som han blev stallare hos. Efter Öysteins avsättning (1157) diktade han till hövdingen Gregorius Dagssons ära kvädet Elfarvísur (det vill säga "älvvisorna"), med anledning av hövdingens seger vid Göta älv över Håkan Herdebred. Den mest berömda av Einarrs drapor är Geisli ("Ljusstrålen"), som handlar om Olav den heliges förtjänster inom kristendomen, och även om de mirakel som sägs ha inträffat efter hans död. Denna drapa, som Einarr kvad i Kristkyrkan i Nidaros i närvaro av de tre dåvarande norska kungarna, Öystein, Sigurd och Inge, samt den förste norske ärkebiskopen, Jon, är ett drottkväde och den äldsta drapan med kristet innehåll som bevarats fullständigt. Jämför "Geisli", utgiven av G. Cederschiöld (1873), samt Th. Wisén, "Carmina norrœna" (1886-89).